# Sacrificio la Esperanza
Sacrificio la Esperanza är en ort i Mexiko.   Den ligger i kommunen Ocosingo och delstaten Chiapas, i den sydöstra delen av landet, 800 km öster om huvudstaden Mexico City. Sacrificio la Esperanza ligger 1 310 meter över havet och antalet invånare är 270.
Terrängen runt Sacrificio la Esperanza är kuperad åt sydväst, men åt nordost är den bergig. Runt Sacrificio la Esperanza är det glesbefolkat, med 16 invånare per kvadratkilometer. Närmaste större samhälle är Ocosingo, 9,9 km nordost om Sacrificio la Esperanza. I omgivningarna runt Sacrificio la Esperanza växer i huvudsak städsegrön lövskog.